# Warszawiacy śpiewają (nie)zakazane piosenki

Warszawiacy śpiewają (nie)zakazane piosenki – soit « Les Varsoviens chantent des chansons (non) interdites » – est un concert cyclique ayant lieu depuis 2006 chaque 1er août à l'occasion de l'anniversaire de l'Insurrection de Varsovie. Son objectif est de permettre une commémoration active des insurgés de Varsovie. L'initiative en provient du Musée de l'Insurrection de Varsovie sur la place Piłsudski à Varsovie et le concert est diffusé à la télévision (TVP 1, TVP Polonia, TV Trwam). En 2015, le concert a également été diffusé sur la radio Jedynka (en). Les chansons sont chantées par des interprètes professionnels, des chanteurs et un orchestre, ainsi que par ce qu'on appelle le Chœur populaire de Varsovie, un ensemble amateur des habitants de la capitale.
En 2019, environ 100 000 personnes assistent au concert, et l'audience a atteint les 3 millions de téléspectateurs. Le président de la République de Pologne, Andrzej Duda, est, depuis 2015, un participant régulier au concert. En 2019, le public comprenait également le Premier ministre de l'époque Mateusz Morawiecki et le maire de la capitale Varsovie Rafał Trzaskowski, le directeur du Musée de l'Insurrection de Varsovie Jan Ołdakowski, ainsi que des insurgés survivants. L'entrée à cet événement est gratuite.

## Répertoire
Les chansons interprétées sont des chansons écrites durant l'Insurrection de Varsovie, notamment, :
- Chłopcy silni jak stal
- Deszcz, jesienny deszcz
- Dorota
- Dziś idę walczyć, Mamo
- Hej, chłopcy, bagnet na broń
- Hymn Szarych Szeregów
- Hymn Śródmieścia (pl)
- Kołysanka
- Marsz Mokotowa (pl)
- Marsz Żoliborza
- Miasto, Stare miasto
- Modlitwa Armii Krajowej
- Mała dziewczynka z AK
- Natalia
- Nowa Warszawianka
- O Barbaro
- O chłopakach z AK
- Pałacyk Michla
- Pieśń o Matce
- Pierwszy sierpnia – dzień krwawy
- Piosenka o mojej Warszawie
- Sanitariuszka Małgorzatka
- Siekiera, motyka
- Szturmówka
- La Varsovienne de 1831
- Warszawo ma
- Warszawskie dzieci
- Zośka